# 1919 Clemence
1919 Clemence este un asteroid din centura principală, descoperit pe 16 septembrie 1971 de James Gibson și Carlos Cesco.